# Galactodenia pumila
Galactodenia pumila är en stensöteväxtart som beskrevs av Michael Sundue och Labiak. Galactodenia pumila ingår i släktet Galactodenia och familjen Polypodiaceae. Inga underarter finns listade.